# Bollezeele
 Bollezeele  (en neerlandés Bollezele) es una población y comuna francesa, en la región de Norte-Paso de Calais, departamento de Norte, en el distrito de Dunkerque y cantón de Wormhout.

## Demografía
| 1439 | 1389 | 1328 | 1500 | 1476 | 1382 |
| Para los censos de 1962 a 1999 la población legal corresponde a la población sin duplicidades (Fuente: INSEE [Consultar]) |      |      |      |      |      |